# Arthur Lyon
Arthur St. Clair Lyon (1. august 1876 i New York – 13. juni 1952 i Santa Monica) i Californien var en amerikansk fægter som deltog i OL 1920 i Antwerpen, 1924 i Paris og 1928 i Amsterdam.
Lyon vandt en olympisk bronzemedalje i fægtning under OL 1920 i Antwerpen.
Han var med på det amerikanske hold som kom på en tredjeplads i holdkonkurrencen i fleuret.